# پیره (فاروج)
پیره روستایی در دهستان سنگر بخش مرکزی شهرستان فاروج استان خراسان شمالی ایران است.

## جمعیت
بر پایه سرشماری عمومی نفوس و مسکن در سال ۱۳۹۵ جمعیت این مکان ۵۱ نفر (۱۶خانوار) بوده‌است.